# Schneckenstiege

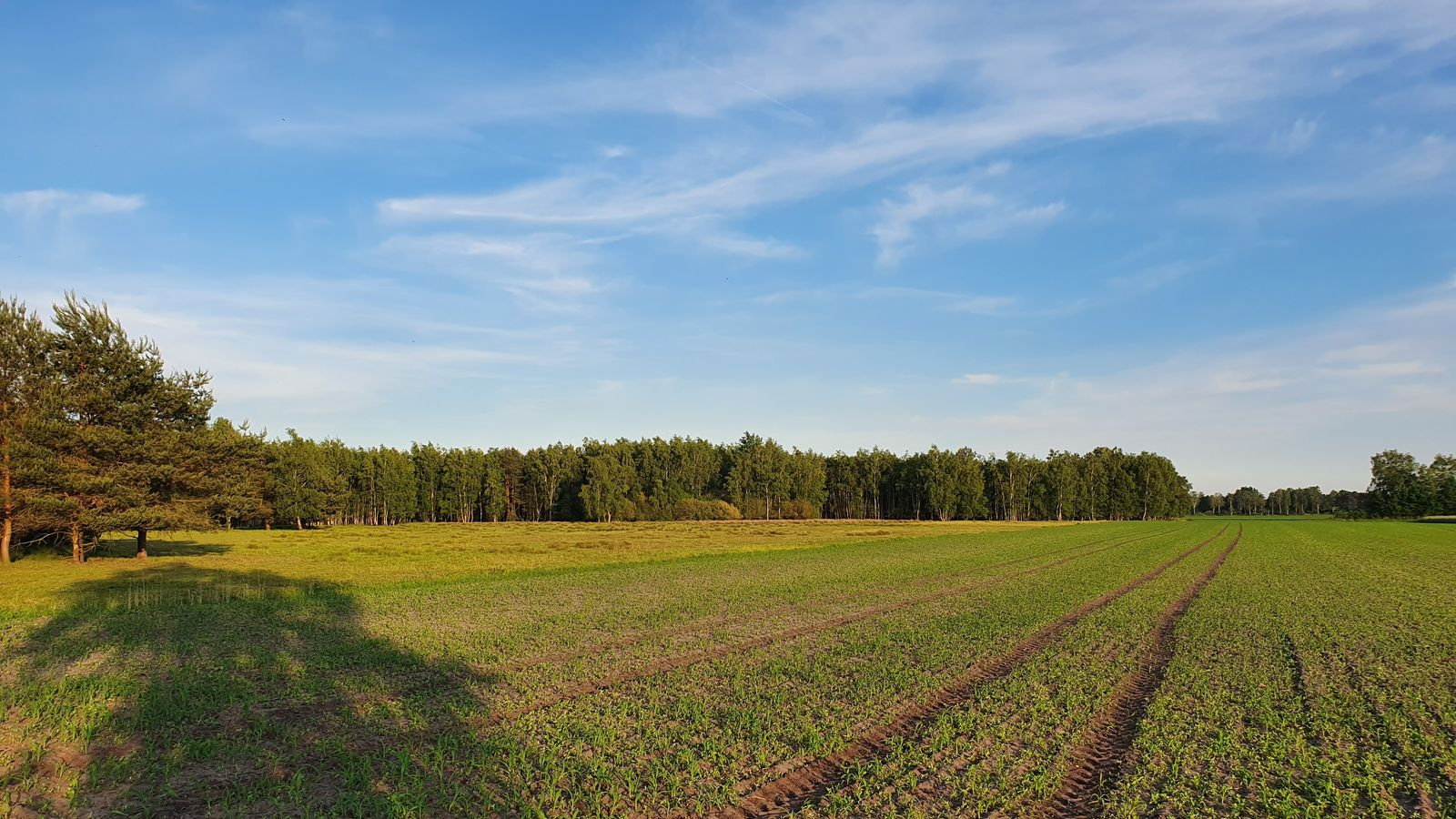
Schneckenstiege

Die Schneckenstiege ist ein Naturschutzgebiet in der niedersächsischen Gemeinde Stemmen in der Samtgemeinde Fintel im Landkreis Rotenburg (Wümme).

## Allgemeines
Das Naturschutzgebiet mit dem Kennzeichen NSG LÜ 105 ist circa 140 Hektar groß. Es ist fast vollständig Bestandteil des FFH-Gebietes „Wümmeniederung“ und des EU-Vogelschutzgebietes „Moore bei Sittensen“. Im Norden grenzt es an das Landschaftsschutzgebiet „An der Schneckenstiege“, durch das es mit dem Naturschutzgebiet „Wümmeniederung mit Rodau, Wiedau und Trochelbach“ vernetzt ist. An dieses schließen sich die zusammenhängenden Naturschutzgebiete „Ekelmoor“ und „Tister Bauernmoor“ an. Östlich liegt das Naturschutzgebiet „Obere Wümmeniederung“, etwas südwestlich schließt sich das Naturschutzgebiet „Kinderberg und Stellbachniederung“ an. Das Gebiet steht seit dem 16. Dezember 1984 unter Naturschutz. Zum 1. Januar 2019 wurde die Naturschutzverordnung aktualisiert. Dabei wurde die Größe des Gebietes von zuvor 148 Hektar auf 140 Hektar angepasst. Zuständige untere Naturschutzbehörde ist der Landkreis Rotenburg (Wümme).

## Beschreibung
Das Naturschutzgebiet liegt zwischen Scheeßel und Tostedt in der Wümmeniederung. Bei dem Naturschutzgebiet handelt sich um einen Teil des Königsmoores, einem Hochmoorgebiet. Der Hochmoorkörper ist durch Entwässerung stark verändert. In seinem nördlichen und östlichen Teil ist das Naturschutzgebiet überwiegend von Moorwäldern mit Moorbirke, Sandbirke und Waldkiefer und Offenlandbereichen mit Übergangsmooren mit torfmoosreichen Seggen- und Wollgrasrieden und feuchten Heideflächen geprägt. Die Wälder verfügen über einen hohen Alt- und Totholzanteil. Die Offenlandbereiche verbuschen teilweise. Teilweise sind ehemalige Torfstiche zu finden, die vielfach stark verlandet sind. Im südlichen Teil sind landwirtschaftliche Nutzflächen in Form von Grünländern unterschiedlicher Nutzungsintensitäten sowie einer Ackerfläche zu finden. Im Naturschutzgebiet siedeln unter anderem Torfmoose, Glocken- und Besenheide, Moosbeere, Weißes Schnabelried, Gagel, Fadenbinse, Wassergreiskraut und Gewöhnliche Natternzunge.
Das Naturschutzgebiet ist Lebensraum unter anderem für Kranich, Schwarzspecht, Buntspecht, Waldschnepfe, Neuntöter, Heidelerche, Feldlerche, Gartenrotschwanz, Baumpieper, Dorngrasmücke, Waldlaubsänger, Goldammer, Schwarzkehlchen und Schafstelze.
Das Moorgebiet wird über diverse Wasserzüge zur Wümme entwässert. Im Osten wird das Naturschutzgebiet vom Königsgraben begrenzt, der hier die Grenze zum Landkreis Harburg bildet. Das Naturschutzgebiet ist vollständig von landwirtschaftlichen Nutzflächen umgeben.